# 林浦站 (福州)
林浦站（福州話：/lieŋ˧˧ muo˧˧/）位于中华人民共和国福建省福州市仓山区霞洲路与林浦路交叉口地下，是福州地铁4号线与6号线的地铁换乘站，4号线部分于2023年8月27日启用，6号线部分于2022年8月28日启用。

## 车站構造

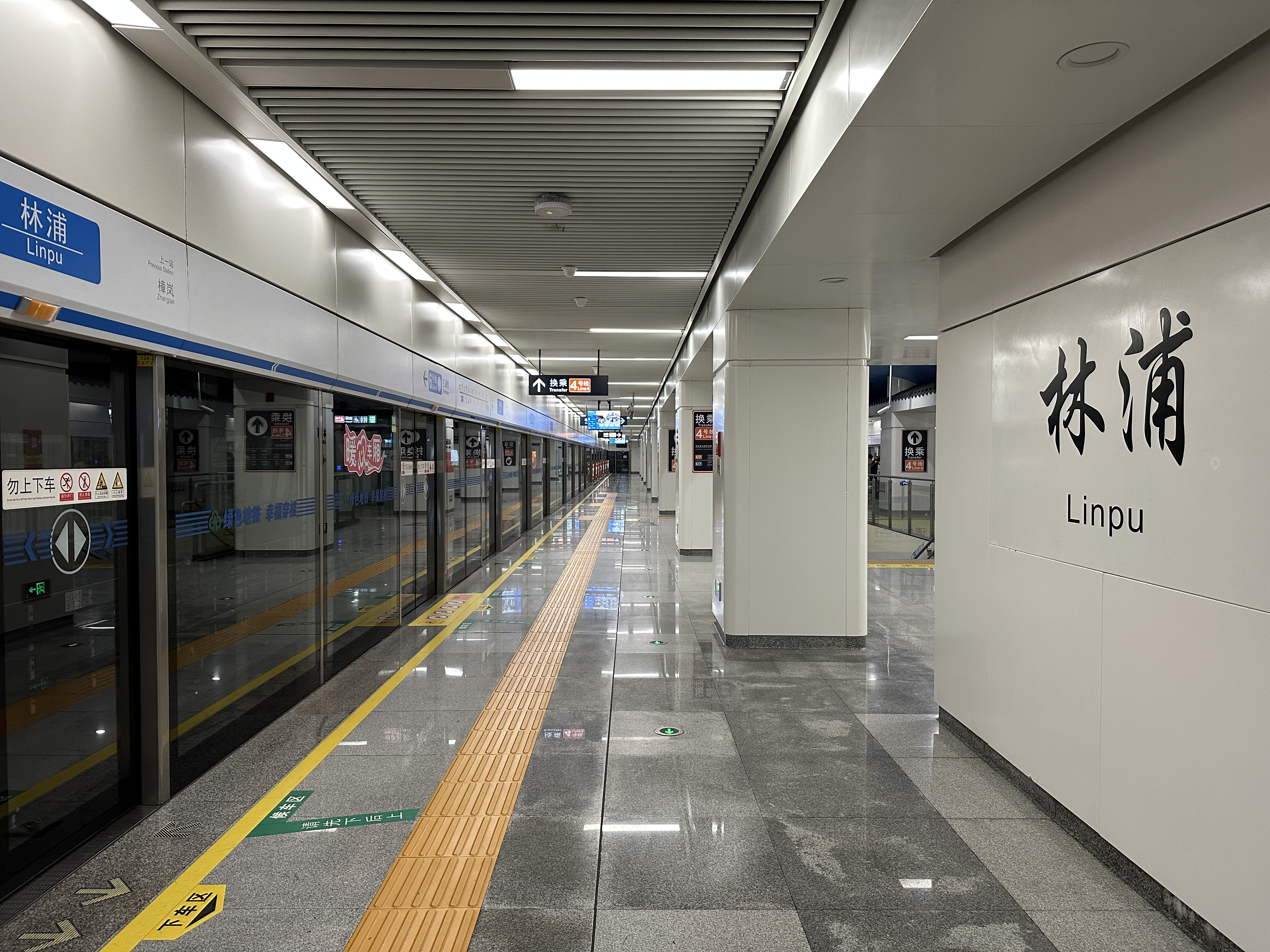
6号线站台

林浦站为双柱三跨地下三层车站：地下一层为站厅层；地下二层为6号线站台；地下三层为4号线站台，长175.5米，宽23.1米。
| 地面层   | 出入口                                                          |  | 出入口                     |
| 地下一层 | 站厅                                                            |  | 票务服务、自动售票机       |
| 地下二层 | 1                                                               |  | 6号线 往潘墩（潘墩）       |
| 地下二层 | 岛式站台（卫生间），列车运行方向左侧的车门开启；前往 4号线 站台 |  |                            |
| 地下二层 | 2                                                               |  | 6号线 往万寿（樟岚）       |
| 地下三层 | 1                                                               |  | 4号线 往帝封江（城门）     |
| 地下三层 | 岛式站台（卫生间），列车运行方向左侧的车门开启；前往 6号线 站台 |  |                            |
| 地下三层 | 2                                                               |  | 4号线 往凤凰池（会展中心） |

### 站厅
林浦站南北向站厅属于4号线、东西向站厅属于6号线，二者呈“T”型布置。

### 站台及换乘
本站4号线站台沿霞洲路南北向设置，6号线站台沿林浦路东西向设置，二者站台呈“T”型，且皆为岛式站台。4号线站台北端及6号线站台西端均设有卫生间。
4号线站台南端及6号线站台中部设有直通楼梯供乘客换乘，乘客亦可绕经站厅进行换乘。

### 出入口与周边
| 林浦站出入口信息            | 林浦站出入口信息 | 林浦站出入口信息         | 林浦站出入口信息 |
| --------------------------- | ---------------- | ------------------------ | ---------------- |
|                             |                  |                          |                  |
|                             |                  |                          |                  |
| 编号                        | 设施             | 位置                     | 接驳交通         |
| 出口 · A · 1                |                  | 林浦路与霞洲路交叉口东侧 |                  |
| 出口 · A · 2                |                  | 林浦路与霞洲路交叉口东侧 |                  |
| 出口 · B                    |                  | 林浦路与霞洲路交叉口西侧 |                  |
| 出口 · C                    |                  | 霞洲路东侧               |                  |
| 出口 · D                    |                  | 霞洲路西侧               | 霞洲路           |
| 注： 设有电梯 \| 设有卫生间 |                  |                          |                  |

## 历史
- 2015年12月31日，国家发展改革委通过《关于上报<福州市城市快速轨道交通建设规划（2014～2020年）>的请示》，其中设置鼓岐站[3]。
- 2016年10月29日，林浦站开始一期围挡施工。[4]
- 2018年3月26日，林浦站开始地下连续墙施工。
- 2019年5月30日，林浦站顺利封顶。[5]
- 2022年8月26日，林浦站对外开放试乘[6]。
- 2022年8月28日，林浦站6号线部分启用[2]。
- 2023年8月27日，林浦站4号线部分启用[1]。